# Emblyna coweta
Emblyna coweta là một loài nhện trong họ Dictynidae.
Loài này thuộc chi Emblyna. Emblyna coweta được Ralph Vary Chamberlin & Willis J. Gertsch miêu tả năm 1958.